# Ožujsko
Ožujsko (Ožujsko Pivo) is een Kroatisch lager bier dat wordt geproduceerd door Zagrebačka pivovara (Zagreb Brouwerij) sinds 1892.
Naast het andere grote kroatische biermerk Karlovačko, is het een van de populairste bieren in Kroatië.
De kroatische voetbaldivisie, 1. Hrvatska Nogometna Liga werd ook wel 'Prva HNL Ožujsko' genoemd omdat Ožujsko bier de hoofdsponsor van de divisie was.